# Infected Mushroom
Az Infected Mushroom izraeli elektronikus zenei/psytrance zenekar, tagjai: Amit Duvdevani, Erez Eisen, Erez Netz, Rogério Jardim és Thomas Cunningham. 1996-ban alakultak meg Kirjat Jamban. 
Magyarországon is felléptek már, többször is. Először 2000-ben koncerteztek nálunk, ekkor Etyeken játszottak. Azonban egy kis "galiba" támadt közben: a zenekar koncertjéről hiányoztak a hangszerek, ugyanis a szervező elfelejtette beszervezni őket. Végül a probléma megoldódott azzal, hogy az egyik tag egy CD-ről játszotta le a számokat. 2003-ban másodszor is megjárták Magyarországot, ez alkalommal a szentendrei Complexben játszottak. Harmadszor 2009 novemberében tették tiszteletüket nálunk, a Club Play klubban. Negyedszer 2010-ben léptek fel nálunk, a Sziget Fesztiválon. Ötödször 2011-ben tették tiszteletüket nálunk, a Fridge Festival keretein belül. 2012-ben, 2013-ban és 2014-ben szintén játszottak itthon, a Budapest Parkban. 2015-ben szintén a Sziget Fesztiválon léptek fel. A sorozatos koncertezésnek köszönhetően a hazai pszichedelikus zene/trance rajongók között is kultikus státuszt ért el a zenekar.

## Diszkográfia
- The Gathering (1999)
- Classical Mushroom (2000)
- B.P. Empire (2001)
- Converting Vegetarians (2003)
- IM the Supervisor (2004)
- Vicious Delicious (2007)
- Legend of the Black Shawarma (2009)
- Army of Mushrooms (2012)
- Friends on Mushrooms (2015)
- Converting Vegetarians II (2015)
- Return to the Sauce (2017)
- IM21, Pt.1 (2018)
- Head of NASA and the 2 Amish Boys (2018)
- More than Just a Name (2020)
- IM25 (2022)
- Reborn (2024)